# Sankt Pölten
Sankt Pölten ( [zaŋkt ˈpœltn̩] (ajuda·info)) é um município da Áustria no estado de Baixa Áustria. Sankt Pölten é uma cidade estatutária (Statutarstadt), ou seja, possui estatuto de distrito.

## População
Em 2005 tinha 51.073 habitantes.

## Política

### Burgomestre
Ewald Stadler (SPÖ)

### Assembleia do Município
- SPÖ 26
- ÖVP 10
- Grüne 3
- FPÖ 2

Lista de Hermann Nonner 1